# شجرة الزنبق
شجرة الزنبق (الاسم العلمي: Liriodendron)، جنس أشجار نفضية من فصيلة الماغنولية. أنواعه اثنان، الموطن الاصلي لشجرة الزنبق الصينية في الصين وفيتنام أما شجرة الزنبق الأمريكية موطنها الأصلي في أمريكا الشمالية.
الاسم العلمي للجنس مشتق من اليونانية القديمة Lirion: زنبق وdendron: شجرة.